# Lizosom
Lizosom (lysosoma, razgradnik) je vezikula obavijena membranom unutar većine eukariotskih stanica. Vrećastog je oblika, a sadrži enzime koji razgrađuju veće biomolekule. Lizosome proizvodi Golgijev aparat.
Otkriveni su 1955. godine. Njihovo prisustvo u citoplazmi dokazano je biokemijskim metodama.
Sadrži enzime koji razgrađuju složene molekule u organizmu, poput:
- proliteaza, koji razgrađuju proteine
- lipaza, koji razgrađuju lipide
- nukleaza, koji razgrađuju nukleinske kiseline
- fosfaza, koji razgrađuju fosfate i sl.

Politeaze zahtijevaju blago kiselu pH vrijednost (oko 5) kako bi očuvali funkcionalnost, pa su lizosomi blago kiseli.
Ako se membrana lizosoma ošteti, enzimi mogu ući u citoplazmu i razgraditi stanicu. Lizosomi također sudjeluju u diferencijaciji, preobrazbi, oplodnji, starenju, gladovanju te obrambenom mehanizmu stanica.
Mogu razgraditi sve osim pigmenta zbog čega nastaju staračke pjege. Razgrađaju i dotrajale organele.
Uvijek ostaju u stanici.
Unošenjem krutih tvari u stanicu procesom fagocitoze, stvara se fagosom. Nakon spajanja fagosoma i lizosoma u svrhu razgradnje stranog materijala, koristan se sadržaj prenosi u staničnu citoplazmu, a neprobavljeni ostatci izbacuju se iz stanice egzocitozom.